# Berezova Roșcea, Semenivka
Berezova Roșcea (în ucraineană Березова Роща) este un sat în comuna Radomka din raionul Semenivka, regiunea Cernihiv, Ucraina.

## Demografie
Componența lingvistică a localității Berezova Roșcea
     Ucraineană (100%)
Conform recensământului din 2001, toată populația localității Berezova Roșcea era vorbitoare de ucraineană (100%).